# Rohergebnis
Das Rohergebnis ist in der Betriebswirtschaftslehre eine betriebswirtschaftliche Kennzahl, bei der den Umsatzerlösen einerseits die Herstellungs- und Materialkosten und andererseits die sonstigen betrieblichen Erträge gegenübergestellt werden.

## Allgemeines
Das Rohergebnis lässt sich aus einzelnen Positionen der Gewinn- und Verlustrechnung ermitteln. „Ergebnis“ ist dabei ein neutraler Wortbestandteil, so dass es sich um einen Ertrags- oder Aufwandsüberschuss handeln kann. Rohergebnis ist eine Zwischensumme, die letztlich zum Jahresüberschuss/Jahresfehlbetrag als Endergebnis führt.

## Wirtschaftliche Aspekte
Das Rohergebnis kann als Zwischensumme aus den beiden alternativ anwendbaren Gewinn- und Verlustrechnungen des § 275 HGB ermittelt werden. Je nach angewandtem Verfahren unterscheiden sich jedoch die Rohergebnisse. Das Rohergebnis nach dem Gesamtkostenverfahren (GKV; § 275 Abs. 2 HGB) und das nach dem Umsatzkostenverfahren (UKV; § 275 Abs. 3 HGB) weisen nämlich eine andere Zusammensetzung auf:
```
    Position                
Gesamtkostenverfahren
                   
Umsatzkostenverfahren

    nach § 275 HGB
    Position 1              
Umsatzerlöse
                            Umsatzerlöse
    Position 2              +/- 
Bestandsveränderung
                 - 
Herstellungskosten

    Position 3              + aktivierte 
Eigenleistungen
            = 
Bruttoergebnis
 vom Umsatz
                            = 
Gesamtleistung

    Position 5              - 
Materialkosten

                            = 
Rohertrag

    Position 6                                                      + sonstige betriebliche Erträge
    Position 4              + sonstige betriebliche Erträge
                            = Rohergebnis                           = Rohergebnis
```

So sind beispielsweise die Personalkosten beim Umsatzkostenverfahren im Rohergebnis weitgehend enthalten, während Vertriebs- und Verwaltungskosten gesondert ausgewiesen werden. Die Personalkosten, die im Umsatzkostenverfahren in den Herstellungskosten berücksichtigt werden, fehlen beim Rohergebnis des Gesamtkostenverfahren. Diese unterschiedlichen Bestandteile erschweren eine externe Bilanzanalyse erheblich.
Kleine und mittelgroße Kapitalgesellschaften dürfen ihre Gewinn- und Verlustrechnung gemäß § 276 HGB mit dem Rohergebnis beginnen. Damit ist das Rohergebnis ein bestimmter Rechtsbegriff. Das gilt auch für Personenhandelsgesellschaften im Sinne des § 264aHGB ohne natürliche Person als Vollhafter (also vor allem für die GmbH & Co. KG).

## Abgrenzung
Das Rohergebnis muss von anderen Erfolgsbegriffen abgegrenzt werden. Das Betriebsergebnis setzt sich beim GKV aus den Positionen Nr. 1–8, beim UKV Nr. 1–7 (Nr. 1–5 sind das Rohergebnis) zusammen, das Finanzergebnis (GKV: Nr. 9–13, UKV: Nr. 8–12) umfasst das Beteiligungsergebnis sowie Zinsaufwand und Zinsertrag. Betriebsergebnis und Finanzergebnis bilden zusammen das Ergebnis der gewöhnlichen Geschäftstätigkeit, das seit Juli 2015 nicht mehr als Zwischensumme gezeigt wird.